# Свирь (Подпорожский район)
Свирь — посёлок при железнодорожной станции в Никольском городском поселении Подпорожского района Ленинградской области.

## История
По данным 1966 года посёлок при станции Свирь входил в состав Важинского сельсовета.
По данным 1973 года посёлок при станции Свирь входил в состав Курповского сельсовета.
По данным 1990 года посёлок при станции Свирь находился в административном подчинении Никольского поселкового совета.
В 1997 году в посёлке при станции Свирь Никольского поссовета проживали 75 человек, в 2002 году — 61 человек (русские — 97 %).
В 2007 году в посёлке при станции Свирь Никольского ГП — 71 человек.

## География
Посёлок расположен в северо-западной части района при железнодорожной станции Свирь.
Через посёлок проходит автодорога 41К-148 (Подпорожье — Граница с республикой Карелия).
Расстояние до административного центра поселения — 4 км.

## Демография
| 2007 | 2010 | 2014 | 2015 | 2016 | 2017 | 2018 |
| ---- | ---- | ---- | ---- | ---- | ---- | ---- |
| 71   | ↘50  | ↗51  | ↘47  | ↘41  | →41  | ↘33  |
| 2019 | 2020 | 2021 | 2023 | 2024 | 2025 |      |
| ↗35  | ↗43  | ↗50  | →50  | ↘49  | ↘45  |      |

### Национальный состав
Согласно данным Всероссийской переписи населения 2021 года в посёлке проживали 50 человек, из них:
 русские — 49, белорусы — 1 человек.

## Инфраструктура
На станции Свирь находится одно жилое здание — 27-квартирный трёхэтажный кирпичный дом, построенный в 1989 году.

## Фото

Станция Свирь

## Улицы
Железнодорожная, Преображенская.